# Scambus lineipes
Scambus lineipes är en stekelart som först beskrevs av Morley 1913.  Scambus lineipes ingår i släktet Scambus och familjen brokparasitsteklar. Inga underarter finns listade i Catalogue of Life.